# Aldo Andreotti
Aldo Andreotti (n. 15 martie 1924, Florența, Regatul Italiei – d. 21 februarie 1980, Pisa, Toscana, Italia) a fost un matematician italian, cu contribuții importante la geometria algebrică, teoria funcțiilor de variabile complexe și teoria ecuațiilor cu derivate parțiale.